# Musca brunnea
Musca brunnea är en tvåvingeart som först beskrevs av Gmelin 1790.  Musca brunnea ingår i släktet Musca, ordningen tvåvingar, klassen egentliga insekter, fylumet leddjur och riket djur. Inga underarter finns listade i Catalogue of Life.